# 刘星楠
刘星楠（1881年—？），字云平，山东清平县人，中国民主革命家、政治人物、记者。

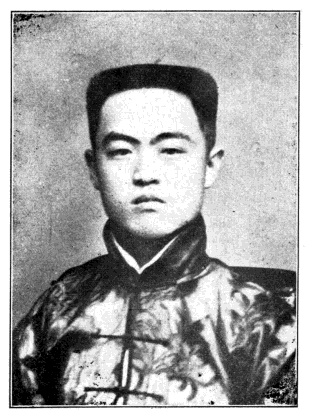
劉星楠

## 生平
刘星楠生于清朝光绪七年（1881年），毕业于北京法政大学。1911年曾作为《民立报》记者报道各省都督府代表联合会会议情况。1912年任南京临时参议院、北京临时参议院议员，曾参与制定《中华民国临时约法》。1917年12月安居天津。
1961年，刘星楠逝世。

## 著作
- 刘星楠，辛亥各省代表会议日志，载 辛亥革命回忆录·第6集，北京：中华书局，1962年，第242页。